# 능엄경
《대불정여래밀인수증요의제보살만행수능엄경》(大佛頂如來密因修證了義諸菩薩萬行首楞嚴經, K.0426, T.0945), 줄여서 《대불정수능엄경》 또는 《수능엄경》 또는 《능엄경》(楞嚴經)은 선(禪)을 닦아 인간의 감각작용에서 유발되기 쉬운 온갖 번뇌로부터 해탈의 경지에 이르는 요의(要義)를 설한 대승불교의 불경으로, 당나라 때 반랄밀제(般剌蜜帝)가 한역(漢譯)하였다.

## 주석서

### 중국의 주석서
- 송나라 계환의 《능엄경요해》(약칭 계환해)

### 신라, 고려, 조선의 주석서
- 고려 보환(普幻)의 《수능엄경환해산보기(首楞嚴經環解刪補記)》(약칭 환해) 2권
- 조선 유일(有一)의 《능엄경사기(楞嚴經私記)》
- 조선 의첨(義沾)의 《능엄경사기(楞嚴經私記)》

### 대한민국의 주석서
- 운허(耘虛), 《首楞嚴經註解》(서울: 동국역경원), 1974.
- 지관(智冠), 《능엄경약해》(서울: 해인사율원), 1994.[1] — 10권 중 전반부 5권을 해석.

## 문화재 지정 현황

### 국보
- 국보 제212호 - 대불정여래밀인수증요의제보살만행수능엄경(언해), 조선시대, 10권10책, 동국대학교

### 보물
- 보물 제271호 - 백지은니대불정여래밀인수증요의제보살만행수능엄경 권10, 고려시대, 1첩, 경북대학교 도서관
- 보물 제698호 - 대불정여래밀인수증요의제보살만행수능엄경 권6∼10, 고려시대, 5권1책, 삼성미술관 리움
- 보물 제699호 - 대불정여래밀인수증요의제보살만행수능엄경 권6∼10, 고려시대, 5권1책, 성암고서박물관
- 보물 제756호 - 감지금니대불정여래밀인수증요의제보살만행수능엄경 권7, 고려시대, 1권1첩, 호림박물관
- 보물 제759호 - 대불정여래밀인수증요의제보살만행수능엄경, 조선시대, 10권5책, 국립중앙박물관
- 보물 제760호 - 대불정여래밀인수증요의제보살만행수능엄경(언해) 권1, 조선시대, 1권1책, 성암고서박물관
- 보물 제761호 - 대불정여래밀인수증요의제보살만행수능엄경(언해) 권2, 5, 조선시대, 2권2책, 서울대학교
- 보물 제762호 - 대불정여래밀인수증요의제보살만행수능엄경(언해) 권7, 8, 조선시대, 2권2책, 동국대학교
- 보물 제763호 - 대불정여래밀인수증요의제보살만행수능엄경(언해) 권7~8, 9~10, 조선시대, 4권2책, 세종대왕기념사업회
- 보물 제764호 - 대불정여래밀인수증요의제보살만행수능엄경(언해) 권2, 3, 4, 6, 7, 8, 9, 10, 조선시대, 8권8책, 아단문고
- 보물 제765호 - 대불정여래밀인수증요의제보살만행수능엄경(언해), 조선시대, 11권11책, 서울대학교 규장각
- 보물 제939호 - 대불정여래밀인수증요의제보살만행수능엄경 권4~7, 8~10, 고려시대, 7권2책, 삼성미술관 리움
- 보물 제948-1호 - 대불정여래밀인수증요의제보살만행수능엄경(언해) 권3, 조선시대, 1권1책, 동국대학교박물관
- 보물 제948-2호 - 대불정여래밀인수증요의제보살만행수능엄경(언해) 권3, 조선시대, 1권1책, 개인
- 보물 제973호 - 대불정여래밀인수증요의제보살만행수능엄경(언해) 권4, 7, 8, 조선시대, 3권3책, 서울역사박물관
- 보물 제1049호 - 대불정여래밀인수증요의제보살만행수능엄경(언해) 권6, 조선시대, 1책, , 단양 구인사
- 보물 제1195호 - 대불정여래밀인수증요의제보살만행수능엄경 권9~10, 조선시대, 2권1책, 양산 통도사
- 보물 제1248호 - 대불정여래밀인수증요의제보살만행수능엄경 권1~4, 조선시대, 4권1책, 호림박물관 소장
- 보물 제1515호 - 대불정여래밀인수증요의제보살만행수능엄경 권2, 10, 조선시대, 2권2책, 한국학중앙연구원 소장
- 보물 제1520호 - 대불정여래밀인수증요의제보살만행수능엄경 권1, 조선시대, 1권 1책, 국립고궁박물관 소장
- 보물 제1603호 - 대불정여래밀인수증요의제보살만행수능엄경, 조선시대, 10권2책, 서울역사박물관
- 보물 제1794호 - 대불정여래밀인수증요의제보살만행수능엄경(언해) 권9, 조선시대, 1권1책, 원각사 소장
- 보물 제1885호 - 대불정여래밀인수증요의제보살만행수능엄경, 고려시대, 10권2책, 개인
- 보물 제1939호 - 대불정여래밀인수증요의제보살만행수능엄경, 조선시대, 10권3책, 영남대학교 소장

### 시도 지정 유형문화재
- 충청북도 유형문화재 제258호 - 대불정여래밀인수증요의제보살만행수능엄경 권9, 1권1책, 단양 구인사
- 충청북도 유형문화재 제320호 - 대불정여래밀인수증요의제보살만행수능엄경, 조선시대, 10권5책, 단양 구인사
- 충청북도 유형문화재 제353호 - 대불정여래밀인수증요의제보살만행수능엄경 권7～8, 조선시대, 2권1책, 개인
- 충청북도 유형문화재 제354호 - 대불정여래밀인수증료의제보살만행수능엄경 권9～10, 조선시대, 2권1책, 개인
- 충청북도 유형문화재 제373호 - 대불정여래밀인수증요의제보살만행수능엄경 권1, 2, 4, 7, 8, 10, 조선시대(1461년), 6권6책, 청주고인쇄박물관 소장

### 시도 지정 문화재자료
- 경상남도 문화재자료 제605호 - 창원 대광사 수능엄경, 조선시대, 2권1책, 창원 대광사

### 등록문화재
- 등록문화재 제632호 - 백용성 역 『조선어능엄경(朝鮮語楞嚴經)』, 일제강점기, 1책, 장수 죽림정사